# Arménie au Concours Eurovision de la chanson 2007
L'Arménie a participé au Concours Eurovision de la chanson 2007 à Helsinki, en Finlande. C'est la 2e participation de l'Arménie au concours. 
Le pays est représenté par le chanteur Hayko et la chanson Anytime You Need, sélectionnés lors d'une finale nationale organisée par la chaîne télévisée Arménie 1.
Lors de la finale, la chanson atteignit la 8e place du classement avec 138 points.

## Sélection

### Finale nationale
| # | Interprète(s)      | Chanson            | Votes | Place |
| - | ------------------ | ------------------ | ----- | ----- |
| 1 | Arina Hovhannisyan | Colour of my tears | 1034  | 3     |
| 2 | Sergey Grigoryan   | Qonn em            | 142   | 7     |
| 3 | Emmy               | You've done it     | 883   | 4     |
| 4 | Asta               | My story           | 689   | 5     |
| 5 | Hayko              | Anytime you need   | 5170  | 1     |
| 6 | Karine Asiryan     | Your heart is hot  | 360   | 6     |
| 7 | Meri Voskanyan     | Carry me in        | 3133  | 2     |